# 普哈尔特
普哈尔特，是西班牙加泰罗尼亚巴塞罗那省的一个市镇。总面积32平方公里，总人口188人（2001年），人口密度6人/平方公里。